# Marilyn Mazur

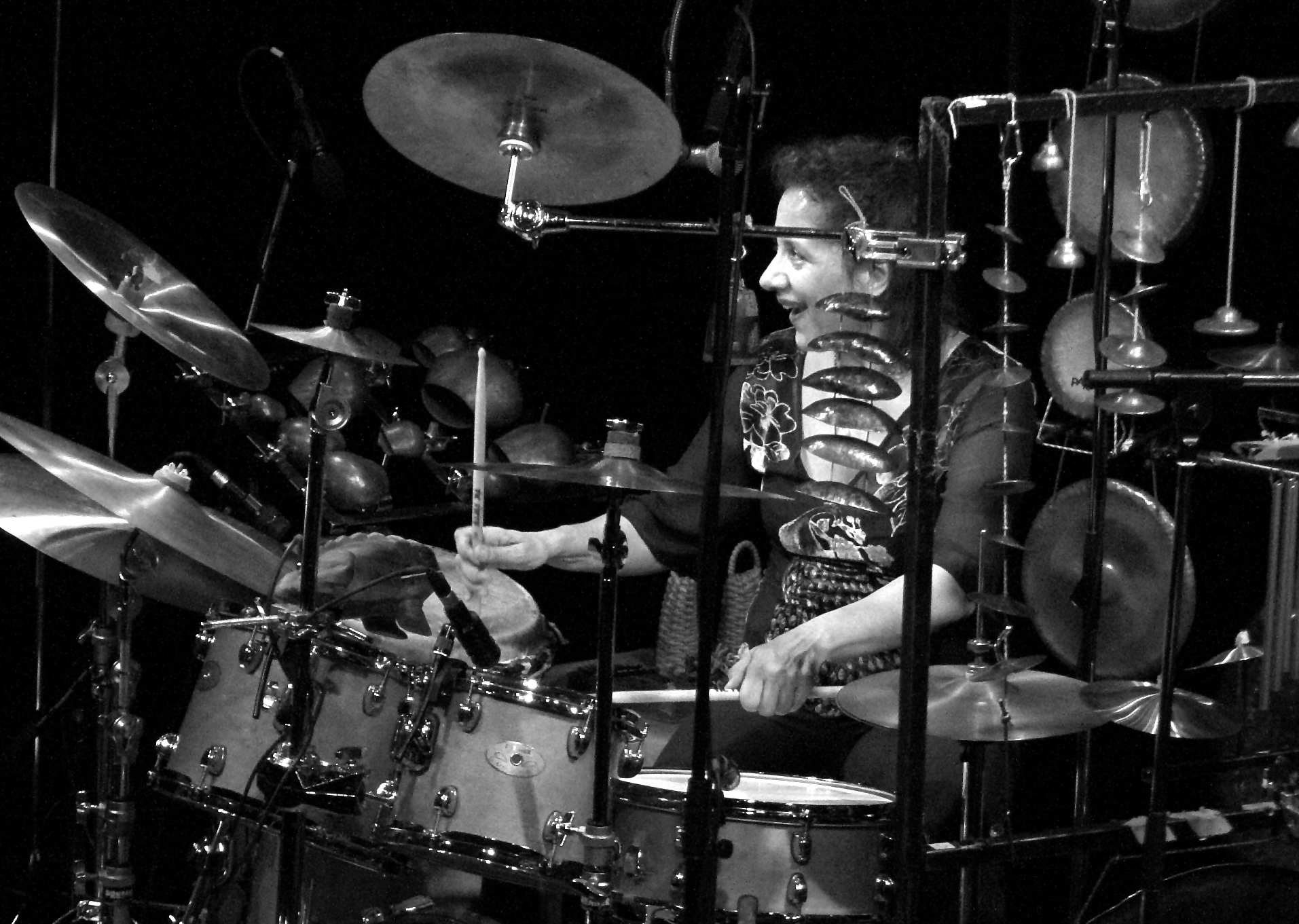
Mazur in actie (2008)

Marilyn Mazur (New York, 18 januari 1955) is een Deens-Amerikaanse slagwerkster, zangeres en componiste van Poolse/ Afro-Amerikaanse komaf. Op haar zesde vertrok zij naar Denemarken. Alhoewel zij grotendeels autodidact is, heeft ze wel gestudeerd aan het Koninklijk Deens Conservatorium. Vanaf 1975 werkt zij in allerlei bandjes, bijvoorbeeld Six Winds, trad op met Miles Davis en stichtte in 1989 Future Song met onder meer Nils Petter Molvær. Zij trad ook op met solisten van uiteenlopende aard en andere bands zoals Andreas Vollenweider, John Tchicai, Pierre Dørge (New Jungle Orchestra), Niels-Henning Ørsted Pedersen, Palle Mikkelborg, Arild Andersen, Eberhard Weber, Peter Kowald, Jeanne Lee, Jan Garbarek, Miles Davis, Wayne Shorter en Gil Evans.
Ze maakte ook deel uit van een puur percussiegezelschap Percussion Paradise.
In 1983 ontving zij de Ben Webster Prijs en in 2001 mocht zij de Jazzpar Prize in ontvangst nemen; een van de hoogste en belangrijkste jazzprijzen. In 2006 volgde dan de Deense prijs Django d'Or.

## Discografie
- Future Song (1992)
- Circular Chant (1994)
- Small Labyrinths (1997)
- Story of Multiplicity (1998)
- All the Birds (2002)
- Daylight Stories (2004)
- Floating (2005)
- Elixir (2008)
- Tangled Temptations & The Magic Box (2010)
- Celestial Circle (2011)
- Forget-me-Not (2012)
- Surely (2013)